# 橋本和志
橋本 和志（はしもと かずし、1988年6月23日 - ）は、福岡県出身の俳優。JOKER Entertainment所属。

## 概要
主演映画『Recreation』（永野義弘監督）が、「第33回ぴあフィルムフェスティバル」で「PFFアワード2011」入選作品に選ばれた。さらに「第30回バンクーバー国際映画祭」に招待され、スペシャルメンションを授与された。

## 出演

### TV
- 逃走中（フジテレビ）

### 映画
- 自主制作映画『Recreation』、2010年、永野義弘監督[3]
- 短編映画『呼吸税』、2011年、久野雅之監督（米国サンダンス・スカラシップ賞 受賞監督）

### 舞台
- 大きな虹のあとで 〜不動四兄弟〜、2012年